# Еризипелоїд
Еризипело́їд (англ. Erysipeloid, лат. erysipeloidum — походить від грец. ερυσίπελας — червона шкіра та грец. εἶδος— вид; також — фр. rouget du porc; синоніми, в тому числі, й застарілі — мишача септицемія, краснуха натуралістів, еризипелоїд Розенбаха, еритема Бейкера, Бейкера-Розенбаха синдром, I-й синдром Клаудера) — зоонозна інфекційна хвороба з переважним ураженням шкіри. Варіантом хвороби у тварин є бешиха свиней, тому для означення людського захворювання слід застосовувати саме термін «еризипелоїд». Також еризипелоїд відносять до професійних хвороб, у більшості країн переважає захворюваність серед людей, які професійно контактують з птахами, рибами, деякими ссавцями, тощо.

## Історичні відомості
Збудника хвороби Erysipelothrix rhusiopathiae вперше виділив німецький мікробіолог Роберт Кох у 1876 році з організму миші, яку до цього заразили кров'ю, що розклалася. Кох назвав збудника «бацила мишачої септицемії». У 1882 році Фрідріх Леффлер ізолював подібну бактерію зі шкірних кровоносних судин свині, яка померла від бешихи свиней, і був, таким чином, першим, хто описав інфекційного агента хвороби у свиней. Про перші випадки еризипелоїду в людей повідомив британський лікар Вільям Бейкер у 1873 році під назвою «зміїна еритема». Але факт ураження Erysipelothrix rhusiopathiae людей встановив німецький лікар Фрідріх Розенбах 1884 року, коли він виділив подібний Коховому мікроорганізм зі шкірних уражень, а потім виділив 3 різні варіанти, як він вважав, від свиней, птахів та людей. Тоді він дав ім відповідні назви — Е. muriseptica, Е. porci та Е. erysiploides. Це Розенбах ввів назву хвороби «еризипелоїд», відмежувавши, таким чином, від відомої на той час бешихи. Він описав легкий перебіг хвороби, що відповідає шкірному еризипелоїду згідно з сучасною класифікацією. Джозеф Клаудер у 1926 році описав тяжчу форму перебігу еризипелоїду з ураженнями внутрішніх органів (еризипелоїдний сепсис згідно з сучасною класифікацією). До 1966 року існувало 36 різних назв збудника еризипелоїду, але того року вирішили про надання бактерії назви Erysipelothrix rhusiopathiae

## Актуальність
Хвороба поширена серед багатьох тварин повсюдно. Зараженими, зокрема, є свині, вівці, велика рогата худоба, коні, собаки, ведмеді, кенгуру, олені, миші, гризуни, тюлені, морські леви, китоподібні, норки, бурундуки, ракоподібні, риби солоних і прісних водойм, крокодили, каймани, мухи, кліщі, мишачі блохи, індички, кури, качки, гуси, голуби, горобці, шпаки, орли, папуги, фазани, павичі, канарки, зяблики, чижі, дрозди, горлиці та білі лелеки. Захворюваність серед людей відносно низька, обумовлена професійними факторами. Часто при розвитку шкірної форми через відсутність гарячки та інтоксикації хворі нікуди не звертаються, що призводить до відсутності офіційної реєстрації, тому світова захворюваність невідома.

## Етіологія

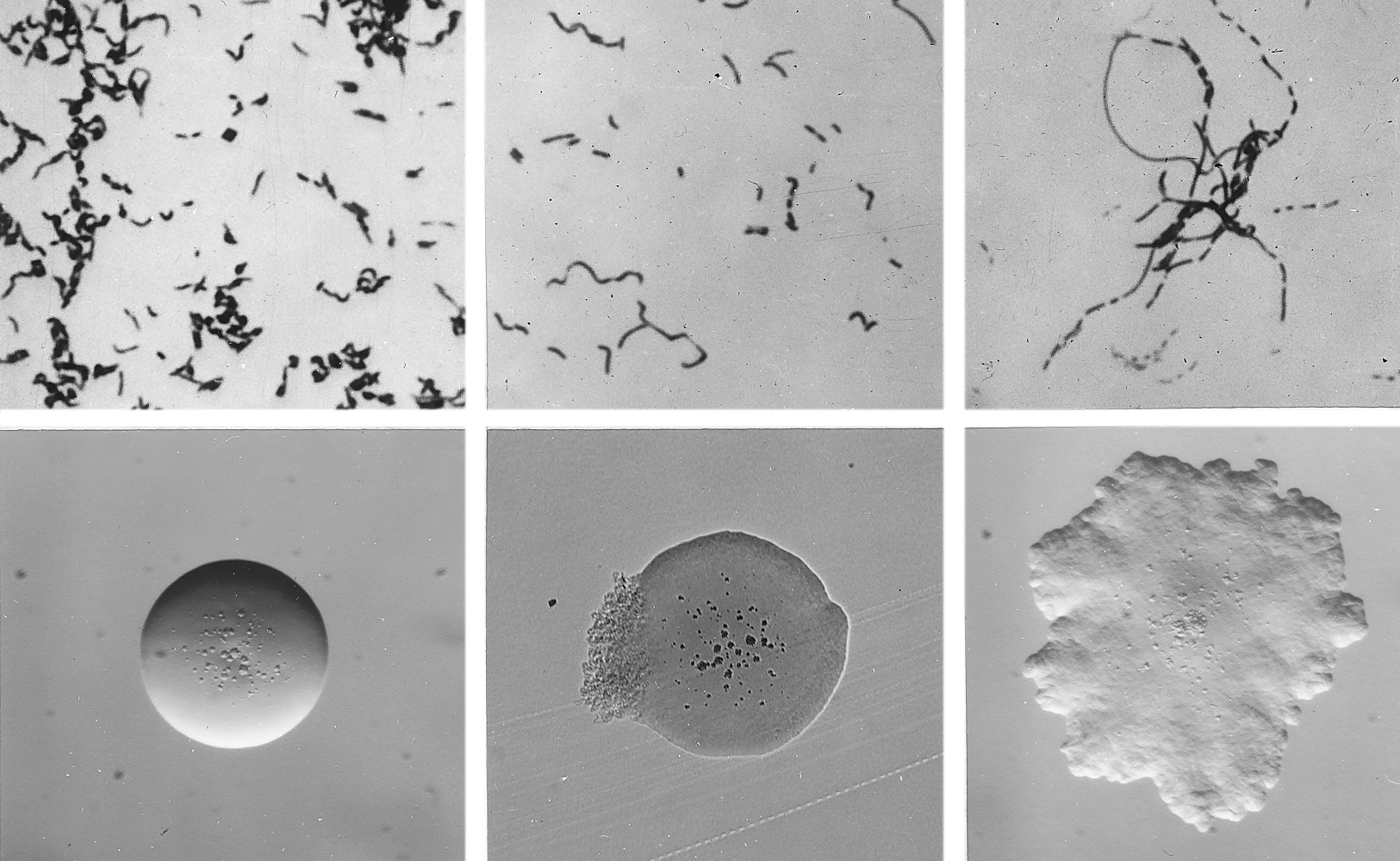
Культуральні та морфологічні особливості Erysipelothrix rhusiopathiae. Верхній ряд — збільшення у 3200 разів, фарбування кристал-віолетом. Нижній ряд — збільшення у 32 рази.

Збудника еризипелоїду Erysipelothrix rhusiopathiae (буквально українською «нитка червоної шкіри при червоній патології») відносять до родини Corynebacteriaceae. Являє собою коротку паличку (завдовжки 0,9-1,5 мкм, завширшки 0,1-0,3 мкм), грампозитивну, каталаз-негативну, оксидаз-негативну, нерухому. Спор і капсул не утворює. Еризипелотриксів можна спостерігати у різних сполученнях — у вигляді коротких ланцюжків, у парах, у конфігурації «V» або навіть як окремі клітини. Ростуть як в аеробних, так і анаеробних умовах. В анаеробних умовах при підвищенні рівню СО2 зростають краще. Не мають ендотоксину.
Erysipelothrix rhusiopathiae іноді при розгляданні в оптичний мікроскоп приймають за коринебактерій або лістерій. На відміну від коринебактерій еризипелотрикси нерухомі й не ростуть на селективних для коринебактерій поживних середовищах. На відміну від лістерій не спричинюють кон'юнктивіт у кроликів при введенні в кон'юнктивальний мішок. Також може бути помилкою пізнє мікроскопічне дослідження фарбованих за Грамом еризипелотриксів — вони швидко забарвлюються позитивно, але дуже швидко вицвітають і можуть стати таким чином грамнегативними. Чітко відрізняє еризипелотриксів від інших бактерій певні особливості в будові клітинної стінки за так званим В-типом. В еризипелотриксів пептидний місток утворюється між амінокислотами в позиціях 2 і 4 прилеглих до пептиду бічних ланцюгів, тоді як в інших бактерій В-типу таке відбувається в позиціях 3 і 4.
Еризипелотрикса часто виділяють з ґрунту, залишків їжі та з води, забрудненої інфікованими тваринами. Мають високу стійкість у довкіллі. При варінні шматка м'яса завтовшки в 10 см гине лише через 2,5 години. Соління і копчення м'яса не вбиває його. У трупах тварин може зберігатися впродовж 3-4 місяців, у свинячих фекаліях — до 5 місяців.
Еризипелотриксові колонії на твердих поживних середовищах при зростанні мають дві різні культуральні форми — гладкі та грубі. Гладкі колонії приблизно 0,1 мм у діаметрі, опуклі та круглі. Грубі колонії трохи більше на 0,2-0,4 мм у діаметрі, плоскі та мають матову поверхню. Грубі колонії воліють до злегка кислих умов у середовищі, при температурі 37 °C, тоді як гладкі — до злегка лужного рН при температурі 30 °C. Для кращого зростання у середовище мають бути додані деякі амінокислоти, рибофлавін, а також невелику кількість олеїнової кислоти і триптофану.
Наявність великої кількості штамів у еризипелотрикса потребує вирішення питання, чи є цей вид дуже неоднорідним (виділяють щонайменше 23 серологічні варіанти), чи є необхідність виділення щонайменше ще 3-х окремих видів у роді Erysipelothrix (до речі, еризипелотрикса на певному етапі відносили до роду Listeria), куди ще як самостійний вид окрім Erysipelothrix rhusiopathiae відносять відкритий 1987 року Erysipelothrix tonsillarum. Еризипелотрикс гине швидко від 1 % розчину хлорного вапна, 3 % лізолу; чутливий до пеніциліну і антибіотиків тетрациклінової групи.

## Епідеміологічні особливості

### Джерело та резервуари інфекції
Індики і свині є найбільшими джерелами та резервуарами хвороби, рідше — вівці, інші птахи, риби і рептилії. У риб, незважаючи на факт виділення з великої кількості видів та особин, немає при цьому ознак захворювання, тоді як в інших видів, особливо ссавців, захворювання є. Хоча виділення збудника з фекаліями відзначають у здорових тварин. Хворі люди не є джерелами інфекції для оточуючих.

### Механізм і фактори передачі
Зараження зазвичай відбувається завдяки контактному механізму передачі — через пошкоджену шкіру при роботі з інфікованим м'ясом, випадковому уколі тваринними, пташиними або риб'ячими кістками, контакті з хворими тваринами. Іноді можливе зараження при використанні немитих знарядь кухарської діяльності.

### Сприйнятливий контингент та імунітет
Еризипелоїд частіше спостерігають серед тваринників, ветеринарів, працівників боєнь, кушнірів, м'ясників, рибалок, торговців рибою, домогосподарок, кухарів, фермерів. Захворювання найчастіше відбуваються протягом літа або на початку осені. Частіше хвороба має спорадичний характер, але зрідка бувають невеликі спалахи. Перенесена хвороба залишає після себе нестійкий імунітет.

## Патогенез

### Зміни у шкірі
У патогенезі відзначають, що збудник, який має високу стійкість до факторів довкілля, входить в шкіру через подряпини або уколи. У шкірі цей мікроорганізм, який здатний виробляти певні ферменти — фактори агресії, які допомагають йому розсікати свій шлях через тканини. Було виявлено, що тільки патогенні штами Е. rhusiopathiae здатні продукувати фермент нейрамінідазу. Цей фермент допомагає мікроорганізму у вторгненні до тканин. Крім того, 2 адгезивні поверхневі білки збудника — RspA та RSPB, зв'язуються з колагеном типів I і IV, що також спрощує проникнення.

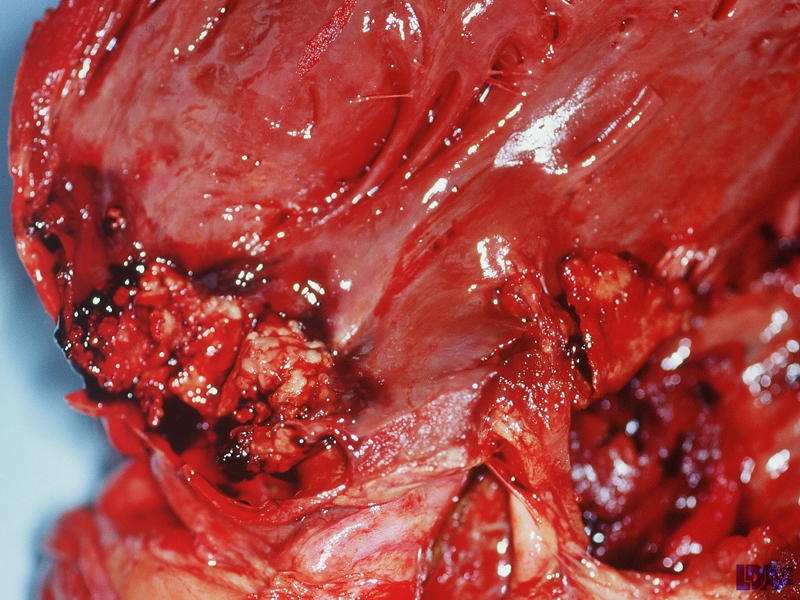
Патологоанатомічний препарат серця при генералізованому еризипелоїді — ураження ендокарду та клапанів серця (ендокардит).

### Генералізація
У той же час, імунна система хворого активізується, щоб почати боротьбу зі збудником. При цьому мікроорганізм може уникнути імунного нагляду і поширитися в макроорганізмі через судинну систему до суглобів, серця, головного мозку, центральної нервової системи і легенів. Найчастіше постраждалим при цій хворобі крім шкіри є серце.

### Патоморфологічні зміни при еризипелоїді
В епідермісі є спонгіоз, який може бути досить серйозним, щоб спричинити утворення іноді внутрішньодермальних пузирів (булл). Помітним є набряк соскового шару дерми з розширенням кровоносних і лімфатичних судин. У ретикулярній дермі спостерігають периваскулярне інфільтративне запалення клітин зі скупченням там нейтрофілів і еозинофілів.

## Клінічні ознаки

### Класифікація
У Міжнародному класифікаторі хвороб 10-го перегляду у I розділі «Деякі інфекційні та паразитарні хвороби», підрозділі «Деякі зоонозні бактеріальні хвороби» виділяють «Еризипелоїд» (А26), у якому додатково вирізняють:
- шкірний еризипелоїд (А26.0);
- еризипелоїдний сепсис (А26.7);
- інші форми еризипелоїду (А26.8);
- неуточнений еризипелоїд (А26.9).

У клінічному перебігу еризипелоїду розрізняють 3 клінічні форми:
- локальна шкірна (також відома ще як еризипелоїд Розенбаха) — відбувається найчастіше, відповідає в МКХ-10 шкірному еризипелоїду (А26.0);
- дифузна шкірна, відповідає в МКХ-10 іншим формам еризипелоїду (А26.8);
- генералізована, яка супроводжується бактеріємією, ендокардит може розвиватися, а може бути відсутнім, відповідає в МКХ-10 еризипелоїдному сепсису (А26.7).

Також часто в практичній діяльності ще виділяють суглобову та тонзилярну (ураження мигдаликів) форми, які слід відносити до інших форм еризипелоїду (А26.8) згідно з МКХ-10.

### Локалізована форма
Ураження найчастіше локалізуються на руках, в основному на пальцях. Проте, будь-які відкриті ділянки області тіла можуть бути уражені. Ураження являють собою добре розмежовану, спочатку яскраво-червону аж до пурпурного, бляшку з гладкою, блискучою поверхнею. На дотик тепла, не напружена. Швидко у багатьох випадках до червоного додається фіолетовий відтінок — або по краям бляшки, або навіть суцільно. Зростання бляшки до певного етапу йде зі швидкістю 2-3 см за добу. Іноді може виникнути лімфангіт та регіонарний до місця ураження лімфаденіт. По мірі видужання йде пігментація зі зміною кольору бляшки на коричневий. Зрідка можуть з'явитися пузирі (булли), як це значно частіше відбувається при бешисі. Може бути місцеве печіння або незначний біль. При цьому гарячка не є обов'язковою, як і прояви загальної інтоксикації.

### Дифузна шкірна форма
При цій формі з'являються на різних частинах тіла множинні, добре розмежовані, фіолетові бляшки з чіткими межами і западанням, та деяким бліднішанням та западанням у центрі. Іноді з'являється місцеве печіння або невеликий біль. При цьому так само як і при локалізованій формі гарячка і симптоми загальної інтоксикації можуть не розвинутися.

### Генералізована форма
Шкірні ураження можуть навіть і не з'явитися. Якщо вони є, то з'являються як локалізовані бляшки, але з набряком навколишніх тканин та некрозом у центрі бляшки. Також можливі множинні ураження шкіри. Хвороба в таких випадках перебігає з гарячкою, інтоксикаційними проявами. Ендокардит є найбільш поширеним проявом при цій формі. Також можливою є поява міокардиту, менінгіту, пневмонії, ураження очей тощо.

## Інші форми
- При суглобовій формі окрім шкірних уражень з'являються артрити, які характеризуються припухлістю та болем в ураженому суглобі. Іноді такий артрит триває багато місяців та призводить до деформації суглоба.
- Тонзилярна форма розвивається при вживанні інфікованих харчових продуктів. Хвороба починається гостро з підвищення температури тіла, ознобу, болю в горлі. Відзначають яскраву гіперемію піднебінних мигдаликів, дужок, м'якого піднебіння. На шкірі можуть з'явитися висипання, як при шкірній формі.

## Ускладнення
Формування внаслідок ендокардиту ураження клапанів з формуванням серцевої недостатності. при суглобовій формі може розвинутися анкілоз суглобу.

## Діагностика

### Клінічно-епідеміологічна діагностика
У першу чергу діагностику еризипелоїду ґрунтують на клініко-епідеміологічних критеріях, особливо за наявності шкірних уражень. Наявність професійного фактору, пошкодження шкіри, особливо в разі уколу кісткою, поява характерних бляшок, особливо з фіолетовим відтінком, дозволяє поставити діагноз.
У непевних випадках проводять дослідження, застосування яких та порядок обумовлені клінічною формою. Проводять зіскрібок шкіри у місцях ураження з подальшим фарбуванням за Грамом з метою подальшого дослідження за допомогою оптичного мікроскопа аби виявити грампозитивного Erysipelothrix rhusiopathiae. Однак, дослідження часто дає негативний результат, тому що збудник знаходиться у глибоких шарах і мікроорганізмів знайти за допомогою вишкрібання не вдається. Використовують бактеріологічний посів біоптату шкіри, якого беруть з країв бляшок, на спеціальні поживні середовища, збагачені сироваткою крові. Інкубацію культури проводять при кімнатній температурі. Бактеріологічний посів крові використовують в діагностиці генералізованої форми еризипелоїду.

## Лікування
Першочергово за наявності гарячки та інтоксикації, артриту, ендокардиту, тощо рекомендують етіотропне лікування, яке направлено на знищення збудника. Рекомендують пеніцилін по 500 тисяч ОД 4-6 разів на день внутрішньом'язово або амоксицилін по 0,5 г 3 рази на день протягом 7-14 днів. Можливе застосування цефтріаксону, кліндаміцину. До ванкоміцину збудник є стійким.
За відсутності гарячково-інтоксикаційних проявів застосування антибіотиків не є доцільним. У такій ситуації рекомендують розпилювання на бляшках розчинів, які мають дезінфекційні властивості. Хірургічне втручання не рекомендують, адже воно створює умови для поширення місцевих уражень, сповільнює видужання. За наявності ендокардиту з пошкодженням клапанів може знадобитися кардіохірургічне втручання із заміною клапанів на штучні.

## Профілактика
Головним для профілактики є запобігання пошкодження шкіри при контакті з тваринами чи їхніми рештками. Для запобігання хворобі можуть бути розпилені на робочі зони (наприклад, на рибальських суднах, м'ясних прилавках, тощо) дезінфікувальні засоби. При високому ризику виникнення хвороби після пошкодження шкіри можливе використання амоксициліну для постконтактної профілактики.